# Geist-kastély
A kiscsákói Geist-kastély (vadászkastély) Geist Gáspár megrendelésére, feltehetően Ybl Miklós tervei alapján épült 1894–1895 között. Az 1990-es években Karl-Heinz Reckmann elkezdte felújítani, halála után azonban a kastély válságos állapotba került.
Néhány forrás Geist–Reckmann-kastély néven említi az egykori aktív újkori tulajdonosa, Karl-Heinz Reckmann úr után.

## Története
A kiscsákói birtok 1871-ben forrt össze a Geist család nevével. III. Geist Gáspár (1817. szeptember 21.–1872. ?. ?.) előbb megvette a Batthyány családtól Nagycsákót (Kondoros, Batthyány–Geist-kastély), majd Kiscsákóból is felvásárolt egy nagyobb területet. Ez lett a későbbi kataszteri térképeken Gáspártelek néven jelölve. Apja halála után IV. Geist Gáspár (1859. december 18.–1913. ?. ?.) kapta örökségül Kiscsákót. Ő építtette a vadászkastélyt nagy valószínűséggel 1894–1895 között. A legtöbb forrás az 1891-ben elhunyt neves építészt, Ybl Miklóst nevezik meg tervezőjeként, erre azonban nincs semmilyen bizonyíték. Annyi bizonyos, hogy Ybl tervezett a Geist családnak, de az nem biztos, hogy a kiscsákói kastély is az ő keze munkáját dicséri.
IV. Gáspár halála után fia, V. (dr.) Geist Gáspár (1900–1972) és édesanyja lakott a kastélyban. Ők az 1920-as években lecserélték a kastély zsindely borítású tetőzetét palára. Az ő nevéhez fűződik a kápolna építése is, melyet 1939-ben szenteltek fel, majd 1945-től viseli Szent József nevét és innentől csak a katolikusok látogatják. 1944-ben azonban a háború miatt Geisték távoztak a birtokról. A kastélyt kifosztották, majd rövid ideig szovjet csapatok állomásoztak benne. Rövidesen államosították.
Két év kihasználatlanság után, 1946-ban iskola nyílt az épületben, ami egészen 1973-ig, a körzetesítésig működött. A kastély ezután üresen állt, egészen 1990-ig, amikor egy német befektető, Karl-Heinz Reckmann megvásárolta az időközben műemlékké nyilvánított épületet. Elkezdte a felújítást a kandallóval, a pincével, majd amikor a tető felújítására került a sor, a palák leszedése után az új cserepek nem érkeztek meg, a tulajdonos pedig elhunyt.
2013-ban új tulajdonosa lett az épületnek Varga Miklós személyében. Ő is belekezdett a felújításba, pontosabban csak az állagmegóvásba, ugyanis 2015-ben körözést adtak ki ellene csalás vádjával. A tulajdonos eltűnte miatt, illetve a félbehagyott munka miatt a tető a 2010-es évek végére beomlott.
2019-ben egy helyi lakos, Füzes Miklós új ideiglenes tetőt épített a kastélyra, hogy a falak ne ázzanak tovább. Azóta hasznosításra vár, illetve a tető helyreállítására.

## Leírása

### A kastély[4]
A kastély eklektikus és empire stílusban épült, néhol neogótikus behatással (főként a toronynál).
Egyszintes, összetett alaprajzú épület. A főhomlokzat közepén négyzet alapú emeletes torony található csúcsos tetővel fedve. A torony földszintjén boltozatos árkád található (kocsibeálló), emeletén minden oldalon két-két keskeny ablak. Az épület bal oldalához bővítmény kapcsolódik (így az alaprajz nem szimmetrikus). Az épület alatt dongaboltozatos pince húzódik. A tető fakonzolokon nyugszik. A kastély főpárkánya alatt mintegy 150 vadászati témájú sgraffito található vörös és arany színekben.

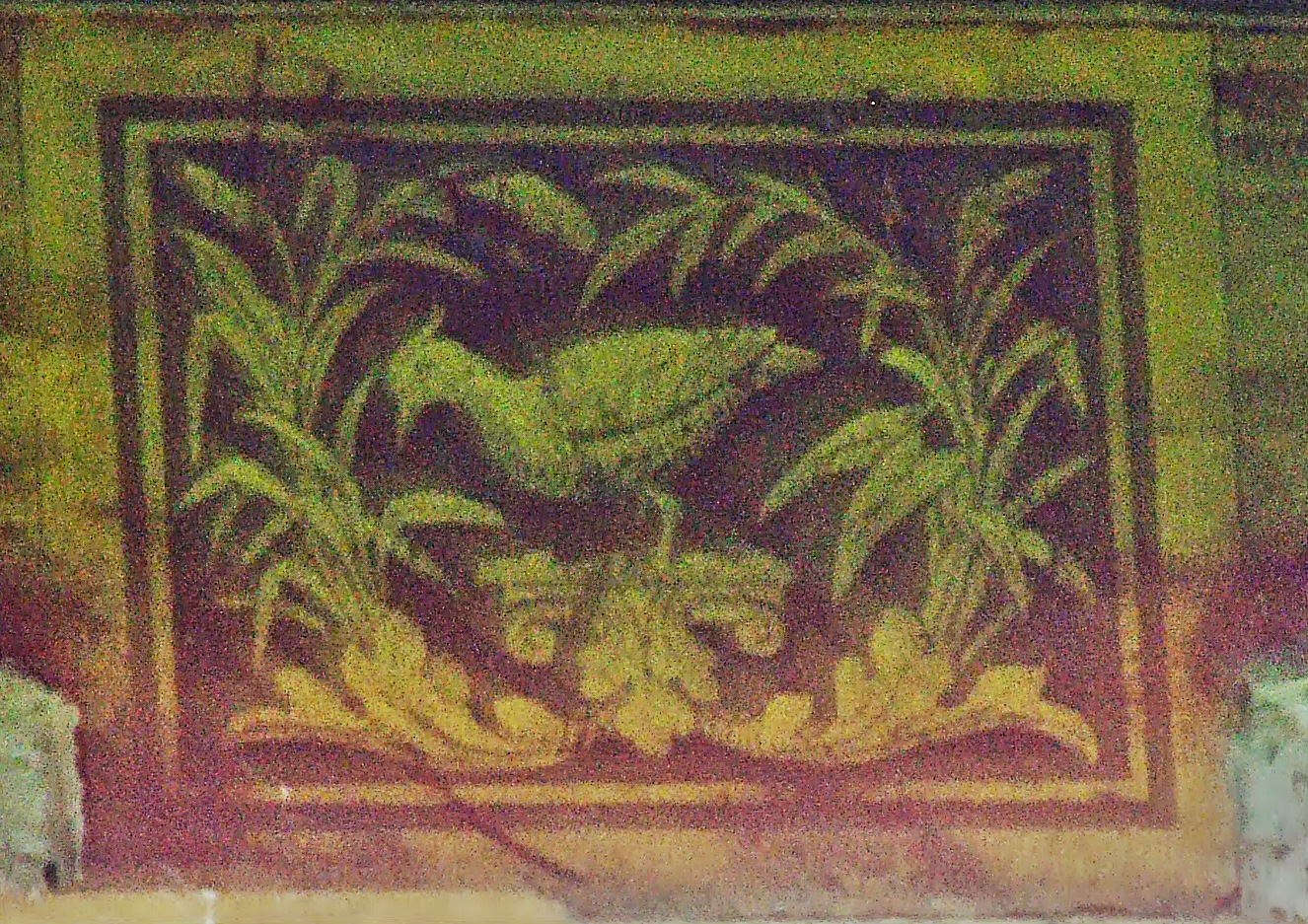
Az egyik sgraffito-dísz

### A kápolna
A kastélytól északra álló, 20 főt befogadó különálló kápolnát 1939-ben szentelték fel. Észak–déli fekvésű, 3,5×7 méter alaprajzú épület. Bejárata felett apró kör alakú nyílás, két oldalt, hosszanti irányban keskeny terasz határolja. Mellette északra harangláb áll. Jelenleg berendezése nincs, üresen áll.